# 奧利什夫卡
50°35′31″N 28°36′23″E / 50.59194°N 28.60639°E
奧利什夫卡（烏克蘭語：Олішівка），是烏克蘭北部的村莊，隸屬日托米爾州的日托米爾區。該村始建於1611年，面積2.06平方公里，2001年人口45，人口密度每平方公里21.84人。